# 毛繼祖
毛繼祖（1520年—1622年5月28日（天啟二年四月十九）），和名豐見城親方盛續，琉球國第二尚氏王朝政治、軍事人物。他在《喜安日記》中以「豐美城親方」、「豐美城盛續」的名字登場。
毛繼祖出生在毛氏豐見城殿內家族，是毛龍文（豐見城親方盛章）之子，為豐見城殿內五世當主。原授東風平間切比嘉地頭。1592年，首里西側謝名一族發動叛亂，尚寧王派毛繼祖與毛鳳儀（池城親方安賴）、金應煦（摩文仁親雲上安恒）圍攻其宅。平叛後，因功升紫冠。1602年，毛繼祖奉命為王舅，與長史蔡朝信一起赴中國朝貢，同時慶祝明朝冊立東宮、並送還漂流到琉球的人口。翌年繼領其父盛章的豐見城總地頭職。
1606年，夏子陽、王士楨率冊封船隊到達琉球，冊封尚寧王。當時倭寇猖獗，騷擾琉球沿岸。為保障冊封大典的正常進行，尚寧王遣毛繼祖率一千餘人前往北山，防禦倭寇。
1609年，薩摩藩侵略琉球之際，三司官馬良弼奉命前往北山，被薩摩軍隊逮捕。毛繼祖被任命為代理三司官，同鄭迵（謝名親方利山）一起鎮守那霸港；他也參與了於親見世舉行的和談。在薩摩軍隊圍攻首里城期間，毛繼祖的府邸遭薩摩足輕眾的焚毀。尚寧王被擄往鹿兒島時，毛繼祖同馬良弼、金應煦一起被留下鎮守首里城。
1614年，馬良弼致仕，毛繼祖繼任三司官之職。同年，為國質之事，遣毛繼祖出使薩摩藩。1616年歸國。1617年，再為王舅，與正議大夫蔡堅（喜友名親雲上）一起出使明朝，要求繼續朝貢，但被明朝以「琉球新經殘破，財匱人乏」為由拒絕，要求十年之後再進貢。
天啟二年（1622年）正月二日，賜紫地五色浮織冠；同年四月十九病卒。
其長子毛泰運（豐見城親方盛良），後亦擔任三司官之職。其子毛泰時，作為慶賀崇禎皇帝登極的使節出使明朝。

## 登場作品
- 「琉球之風」，1993年NHK大河劇，演員：今福將雄